# Ephesia aestimobilis
Ephesia aestimobilis là một loài bướm đêm trong họ Noctuidae.